# Campeonato Soviético de Xadrez de 1986
O Campeonato Soviético de Xadrez de 1986 foi a 53ª edição do Campeonato de xadrez da URSS, realizado em Kiev, de 2 a 28 de abril de 1986. Vitaly Tseshkovsky foi o campeão da competição. Semifinais ocorreram em Aktobe, Kostroma e Togliatti; dois torneios da Primeira Liga, também classificatórios para a final, foram realizados em Kharkov e Minsk.

## Classificatórios

### Semifinais
Semifinais foram realizadas em julho de 1985 nas cidades de Aktobe, Kostroma e Togliatti.

### Primeira Liga
Dois torneios da Primeira Liga, qualificatórios para a final, foram realizados. 
| N° | Jogador             | Rating | 1 | 2 | 3 | 4 | 5 | 6 | 7 | 8 | 9 | 10 | 11 | 12 | 13 | 14 | 15 | 16 | 17 | 18 | Total |
| -- | ------------------- | ------ | - | - | - | - | - | - | - | - | - | -- | -- | -- | -- | -- | -- | -- | -- | -- | ----- |
| 1  | Evgeny Bareev       | 2310   | - | ½ | 1 | ½ | 1 | 0 | ½ | ½ | ½ | 1  | ½  | 1  | 0  | 1  | 0  | ½  | 1  | 1  | 10½   |
| 2  | Sergey Dolmatov     | 2540   | ½ | - | ½ | 0 | ½ | ½ | 1 | 1 | ½ | ½  | ½  | 1  | 1  | ½  | ½  | ½  | ½  | ½  | 10    |
| 3  | Smbat Lputian       | 2530   | 0 | ½ | - | 1 | 1 | 1 | 0 | ½ | 1 | ½  | ½  | ½  | 1  | 1  | ½  | 0  | ½  | 0  | 9½    |
| 4  | Konstantin Lerner   | 2520   | ½ | 1 | 0 | - | 0 | ½ | ½ | 1 | ½ | ½  | ½  | 1  | ½  | ½  | ½  | ½  | ½  | 1  | 9½    |
| 5  | Semyon Dvoirys      | 2445   | 0 | ½ | 0 | 1 | - | 1 | 1 | ½ | 0 | 0  | ½  | ½  | ½  | 1  | ½  | ½  | 1  | 1  | 9½    |
| 6  | Yuri Yakovich       |        | 1 | ½ | 0 | ½ | 0 | - | ½ | ½ | ½ | ½  | ½  | ½  | ½  | 1  | 0  | 1  | ½  | 1  | 9     |
| 7  | Vereslav Eingorn    | 2525   | ½ | 0 | 1 | ½ | 0 | ½ | - | ½ | ½ | ½  | 0  | 1  | 1  | ½  | ½  | ½  | ½  | 1  | 9     |
| 8  | Yury Dokhoian       | 2240   | ½ | 0 | ½ | 0 | ½ | ½ | ½ | - | 0 | 0  | 1  | 0  | 1  | 1  | 1  | ½  | 1  | 1  | 9     |
| 9  | Evgeny Pigusov      | 2455   | ½ | ½ | 0 | ½ | 1 | ½ | ½ | 1 | - | ½  | ½  | ½  | ½  | ½  | ½  | ½  | ½  | 0  | 8½    |
| 10 | Lev Psakhis         | 2555   | 0 | ½ | ½ | ½ | 1 | ½ | ½ | 1 | ½ | -  | 1  | ½  | 0  | ½  | ½  | 1  | 0  | 0  | 8½    |
| 11 | Eduardas Rozentalis |        | ½ | ½ | ½ | ½ | ½ | ½ | 1 | 0 | ½ | 0  | -  | ½  | ½  | ½  | 1  | 0  | ½  | 1  | 8½    |
| 12 | Gennadi Zaichik     |        | 0 | 0 | ½ | 0 | ½ | ½ | 0 | 1 | ½ | ½  | ½  | -  | ½  | ½  | 1  | 1  | ½  | 1  | 8½    |
| 13 | Mikhail Podgaets    | 2450   | 1 | 0 | 0 | ½ | ½ | ½ | 0 | 0 | ½ | 1  | ½  | ½  | -  | ½  | 1  | ½  | ½  | ½  | 8     |
| 14 | Igor Novikov        | 2460   | 0 | ½ | 0 | ½ | 0 | 0 | ½ | 0 | ½ | ½  | ½  | ½  | ½  | -  | ½  | 1  | 1  | 1  | 7½    |
| 15 | Valery Chekhov      | 2495   | 1 | ½ | ½ | ½ | ½ | 1 | ½ | 0 | ½ | ½  | 0  | 0  | 0  | ½  | -  | ½  | ½  | 0  | 7     |
| 16 | Gennadi Kuzmin      | 2520   | ½ | ½ | 1 | ½ | ½ | 0 | ½ | ½ | ½ | 0  | 1  | 0  | ½  | 0  | ½  | -  | 0  | ½  | 7     |
| 17 | Elizbar Ubilava     | 2465   | 0 | ½ | ½ | ½ | 0 | ½ | ½ | 0 | ½ | 1  | ½  | ½  | ½  | 0  | ½  | 1  | -  | 0  | 7     |
| 18 | Bukhuti Gurgenidze  | 2445   | 0 | ½ | 1 | 0 | 0 | 0 | 0 | 0 | 1 | 1  | 0  | 0  | ½  | 0  | 1  | ½  | 1  | -  | 6½    |

| N° | Jogador               | Rating | 1 | 2 | 3 | 4 | 5 | 6 | 7 | 8 | 9 | 10 | 11 | 12 | 13 | 14 | 15 | 16 | 17 | 18 | Total |
| -- | --------------------- | ------ | - | - | - | - | - | - | - | - | - | -- | -- | -- | -- | -- | -- | -- | -- | -- | ----- |
| 1  | Vladimir Malaniuk     | 2465   | - | ½ | ½ | ½ | ½ | ½ | 1 | 1 | ½ | ½  | ½  | 1  | ½  | ½  | ½  | 1  | ½  | ½  | 10½   |
| 2  | Yuri Balashov         | 2495   | ½ | - | ½ | ½ | 1 | ½ | 1 | ½ | ½ | ½  | ½  | ½  | ½  | 1  | ½  | ½  | ½  | ½  | 10    |
| 3  | Sergey Smagin         | 2405   | ½ | ½ | - | ½ | ½ | ½ | ½ | ½ | 1 | 0  | 1  | ½  | 1  | ½  | ½  | ½  | 1  | ½  | 10    |
| 4  | Alexander Panchenko   |        | ½ | ½ | ½ | - | ½ | ½ | 1 | ½ | ½ | ½  | 1  | ½  | ½  | ½  | ½  | ½  | ½  | ½  | 9½    |
| 5  | Leonid Yudasin        | 2475   | ½ | 0 | ½ | ½ | - | 1 | ½ | ½ | 1 | 1  | ½  | ½  | ½  | ½  | ½  | 0  | ½  | 1  | 9½    |
| 6  | Vitaly Tseshkovsky    | 2505   | ½ | ½ | ½ | ½ | 0 | - | ½ | ½ | 1 | ½  | ½  | ½  | ½  | ½  | 1  | ½  | 1  | ½  | 9½    |
| 7  | Alexander Khalifman   | 2485   | 0 | 0 | ½ | 0 | ½ | ½ | - | ½ | 1 | ½  | ½  | ½  | ½  | 1  | 1  | 1  | ½  | 1  | 9½    |
| 8  | Nukhim Rashkovsky     | 2410   | 0 | ½ | ½ | ½ | ½ | ½ | ½ | - | ½ | ½  | ½  | ½  | 1  | 0  | ½  | 1  | 1  | 1  | 9½    |
| 9  | Zurab Azmaiparashvili | 2460   | ½ | ½ | 0 | ½ | 0 | 0 | 0 | ½ | - | ½  | ½  | 1  | 1  | 1  | 1  | ½  | 1  | 1  | 9½    |
| 10 | Adrian Mikhalchishin  | 2505   | ½ | ½ | 1 | ½ | 0 | ½ | ½ | ½ | ½ | -  | 0  | 1  | ½  | ½  | ½  | ½  | 1  | ½  | 9     |
| 11 | Sergey Gorelov        | 2425   | ½ | ½ | 0 | 0 | ½ | ½ | ½ | ½ | ½ | 1  | -  | ½  | 0  | ½  | ½  | 1  | ½  | ½  | 8     |
| 12 | Ratmir Kholmov        | 2450   | 0 | ½ | ½ | ½ | ½ | ½ | ½ | ½ | 0 | 0  | ½  | -  | 1  | ½  | ½  | ½  | 1  | ½  | 8     |
| 13 | Boris Gulko           | 2475   | ½ | ½ | 0 | ½ | ½ | ½ | ½ | 0 | 0 | ½  | 1  | 0  | -  | 1  | ½  | ½  | ½  | 1  | 8     |
| 14 | Edvins Kengis         | 2430   | ½ | 0 | ½ | ½ | ½ | ½ | 0 | 1 | 0 | ½  | ½  | ½  | 0  | -  | ½  | ½  | 1  | 1  | 8     |
| 15 | Yuri Razuvaev         | 2520   | ½ | ½ | ½ | ½ | ½ | 0 | 0 | ½ | 0 | ½  | ½  | ½  | ½  | ½  | -  | 1  | ½  | 1  | 8     |
| 16 | Alexander Ivanov      |        | 0 | ½ | ½ | ½ | 1 | ½ | 0 | 0 | ½ | ½  | 0  | ½  | ½  | ½  | 0  | -  | 0  | ½  | 6     |
| 17 | Viktor Kupreichik     | 2470   | ½ | ½ | 0 | ½ | ½ | 0 | ½ | 0 | 0 | 0  | ½  | 0  | ½  | 0  | ½  | 1  | -  | 1  | 6     |
| 18 | Leonid Basin          |        | ½ | ½ | ½ | ½ | 0 | ½ | 0 | 0 | 0 | ½  | ½  | ½  | 0  | 0  | 0  | ½  | 0  | -  | 4½    |

## Final
| N° | Jogador               | Rating | 1 | 2 | 3 | 4 | 5 | 6 | 7 | 8 | 9 | 10 | 11 | 12 | 13 | 14 | 15 | 16 | 17 | 18 | Total |
| -- | --------------------- | ------ | - | - | - | - | - | - | - | - | - | -- | -- | -- | -- | -- | -- | -- | -- | -- | ----- |
| 1  | Vitaly Tseshkovsky    | 2455   | - | ½ | ½ | 1 | ½ | ½ | 1 | ½ | ½ | ½  | ½  | 1  | ½  | 0  | 1  | ½  | 1  | 1  | 11    |
| 2  | Vladimir Malaniuk     | 2495   | ½ | - | 1 | 0 | ½ | ½ | 1 | 1 | ½ | 0  | ½  | ½  | 1  | ½  | ½  | 1  | 0  | 1  | 10    |
| 3  | Vereslav Eingorn      | 2560   | ½ | 0 | - | ½ | ½ | 1 | 0 | 1 | ½ | ½  | 1  | 1  | ½  | 1  | ½  | ½  | ½  | ½  | 10    |
| 4  | Konstantin Lerner     | 2530   | 0 | 1 | ½ | - | ½ | ½ | ½ | ½ | 1 | ½  | ½  | ½  | 1  | ½  | 1  | ½  | 1  | 0  | 10    |
| 5  | Yuri Balashov         | 2515   | ½ | ½ | ½ | ½ | - | 1 | ½ | ½ | 0 | ½  | ½  | ½  | ½  | 1  | ½  | 1  | 1  | ½  | 10    |
| 6  | Viktor Gavrikov       | 2550   | ½ | ½ | 0 | ½ | 0 | - | 1 | ½ | 1 | 1  | ½  | ½  | 1  | ½  | 0  | 1  | ½  | 1  | 10    |
| 7  | Evgeny Bareev         | 2365   | 0 | 0 | 1 | ½ | ½ | 0 | - | 0 | 1 | 1  | ½  | 1  | 1  | 1  | 0  | ½  | 1  | 1  | 10    |
| 8  | Nukhim Rashkovsky     | 2420   | ½ | 0 | 0 | ½ | ½ | ½ | 1 | - | 0 | ½  | 1  | ½  | 0  | ½  | 1  | ½  | 1  | 1  | 9     |
| 9  | Leonid Yudasin        | 2485   | ½ | ½ | ½ | 0 | 1 | 0 | 0 | 1 | - | ½  | ½  | ½  | 1  | ½  | 0  | ½  | 1  | ½  | 8½    |
| 10 | Mikhail Gurevich      | 2510   | ½ | 1 | ½ | ½ | ½ | 0 | 0 | ½ | ½ | -  | ½  | 0  | 0  | 1  | 1  | 1  | 0  | 1  | 8½    |
| 11 | Sergey Dolmatov       | 2515   | ½ | ½ | 0 | ½ | ½ | ½ | ½ | 0 | ½ | ½  | -  | ½  | ½  | 1  | ½  | ½  | ½  | ½  | 8     |
| 12 | Alexander Khalifman   | 2490   | 0 | ½ | 0 | ½ | ½ | ½ | 0 | ½ | ½ | 1  | ½  | -  | ½  | ½  | ½  | ½  | ½  | 1  | 8     |
| 13 | Smbat Lputian         | 2545   | ½ | 0 | ½ | 0 | ½ | 0 | 0 | 1 | 0 | 1  | ½  | ½  | -  | 1  | 1  | ½  | ½  | 0  | 7½    |
| 14 | Alexander Beliavsky   | 2625   | 1 | ½ | 0 | ½ | 0 | ½ | 0 | ½ | ½ | 0  | 0  | ½  | 0  | -  | ½  | 1  | 1  | 1  | 7½    |
| 15 | Zurab Azmaiparashvili | 2465   | 0 | ½ | ½ | 0 | ½ | 1 | 1 | 0 | 1 | 0  | ½  | ½  | 0  | ½  | -  | ½  | ½  | 0  | 7     |
| 16 | Yuri Yakovich         | 2480   | ½ | 0 | ½ | ½ | 0 | 0 | ½ | ½ | ½ | 0  | ½  | ½  | ½  | 0  | ½  | -  | 1  | 0  | 6     |
| 17 | Sergey Smagin         | 2500   | 0 | 1 | ½ | 0 | 0 | ½ | 0 | 0 | 0 | 1  | ½  | ½  | ½  | 0  | ½  | 0  | -  | 1  | 6     |
| 18 | Semyon Dvoirys        | 2470   | 0 | 0 | ½ | 1 | ½ | 0 | 0 | 0 | ½ | 0  | ½  | 0  | 1  | 0  | 1  | 1  | 0  | -  | 6     |